# Trenchcoat
En trenchcoat er en regnfrakke fremstillet af vandtæt bomuld gabardin, poplin eller læder. De har generelt et aftagelig inderfor, raglanærmer og den klassiske version kommer i forskellige længder fra halvvejs ned på låret til ned over knæet. Det var oprindeligt en militærbeklædningsgenstand og denne oprindelse kan ses i dens stil.
Traditionelt er denne beklædningsgenstand dobbeltradet med 10 knapper foran, bredt revers, et vindfang og lommer, med knaplukning. Frakken har ofte et bælte i livet, ligesom den har stropper omkring håndleddene, der kan åbnes. Trenchoats har ofte skulderstropper med knaplukning, hvilket var funktionelt i dens oprindelige kontekst som militærbeklædning. Den klassiske farve af en trenchcoat er khaki.
Trenchcoaten blev udviklet som et alternativ til den tunge serge greatcoat, der blev båret af britiske og franske soldater under første verdenskrig. De to britiske luksusfirmaer Burberry og Aquascutum hævder begge at stå bag opfindelsen af trenchcoaten. Aquascutums hævd går tilbage til 1850, mens Thomas Burberry opfandt gabardintekstilet i 1879 til en officers regnfrakke til det britiske War Office i 1901.